# Anna Orlova
Anna Orlova (née le 23 août 1972 à Riga) est une ancienne lugeuse Lettone ayant pratiqué au haut niveau de 1990 à 2010. 

## Carrière
Elle a gagné la médaille d'or dans l'épreuve par équipes des Championnats d'Europe en 2010 et celle de bronze en 2006. 
Elle remporte également la médaille de bronze dans l'épreuve par équipes aux Championnats du monde de 2003, où elle signe son meilleur résultat en grand championnat avec une quatrième place.
Elle a également participé à six éditions des Jeux olympiques, à Albertville en 1992, Lillehammer en 1994, Nagano en 1998 Salt Lake City en 2002, Turin en 2006 et Vancouver en 2010), son meilleur classement restant sa septième place dans l'épreuve individuelle à Turin en 2006. 
En Coupe du monde, elle est montée six fois individuellement sur le podium dont quatre fois sur la deuxième marche.
Elle s'est retirée de la compétition en 2010.

## Source
- (en) Cet article est partiellement ou en totalité issu de l’article de Wikipédia en anglais intitulé « Anna Orlova » (voir la liste des auteurs).